# Mansa veda
Mansa veda là một loài tò vò trong họ Ichneumonidae.